# Międzygórz
Międzygórz – wieś sołecka w Polsce położona w województwie świętokrzyskim, w powiecie opatowskim, w gminie Lipnik.
W latach 1975–1998 miejscowość położona była w województwie tarnobrzeskim.
Przez wieś przechodzi  zielony szlak turystyczny z Chańczy do Pielaszowa oraz  zielony szlak rowerowy do Opatowa.

## Części wsi
| SIMC    | Nazwa      | Rodzaj    |
| ------- | ---------- | --------- |
| 0797429 | Nowa Wieś  | część wsi |
| 1065645 | Rogal      | kolonia   |
| 0797435 | Stara Wieś | część wsi |

## Historia
Miedzygórz w wieku XIX wieś nad rzeką Opatówką w powiecie sandomierskim, gminie Lipnik, parafii Malice, odległy 14 wiorst od Sandomierza.

W roku 1885 posiadał 27 domów i 164 mieszkańców, 700 mórg ziemi dworskiej, 247 mórg włościańskiej.

W 1827 r. było tu 20 domów 142 mieszkańców. W XV w. dziedzicem był Jan herbu Topór. Obok łanów kmiecych istniały karczmy, zagrodnicy, folwark i młyn (Długosz L.B. t.I s.388). Na wzgórza pod lasem stoją ruiny zamku, podobno Zaklików następnie rodziny Jawornickich, do której dawniej Międzygórz należał.

## Kamieniołom w Międzygórzu
Obecnie nieczynny kamieniołom położony 1,5 km na południowy wschód od centrum Międzygórza, odsłania staropaleozoiczne skały osadowe. Wyrobisko znajduje się we wschodnim zboczu głęboko wciętej doliny bocznego dopływu Opatówki .

## Zabytki
- Ruiny zamku, początkowo królewskiego, podarowanego w 1370 przez króla Kazimierza Wielkiego Janowi Zaklice herbu Topór. Zamek został przebudowany w XVI wieku w stylu renesansowym. Zniszczony prawdopodobnie w 1655 podczas najazdu Szwedów. Zachowane fragmenty ścian i murów.

Wpisane do rejestru zabytków nieruchomych (nr rej.: A.520 z 31.03.1971 i z 14.06.1977).
- Kurhany, prawdopodobnie wczesnośredniowieczne, odkryte w 2004 roku w miejscowym lesie.
- Kamieniołom, nieczynny od lat 50. XX wieku. Widoczne staro paleozoiczne skały osadowe.